# Úrvalsdeild 1941
Thống kê của Úrvalsdeild mùa giải 1941.

## Tổng quan
Có 5 đội tham gia, và KR giành chức vô địch. Björgvin Schram của KR là vua phá lưới với 7 bàn thắng.

## Bảng xếp hạng
| Vị thứ | Câu lạc bộ | St | T | H | B | BT | BB | HS  | Đ |
| 1      | KR         | 4  | 3 | 1 | 0 | 11 | 5  | +6  | 7 |
| 2      | Valur      | 4  | 2 | 2 | 0 | 14 | 3  | +11 | 6 |
| 3      | Víkingur   | 4  | 1 | 1 | 2 | 5  | 5  | +0  | 3 |
| 4      | Fram       | 4  | 1 | 1 | 2 | 6  | 12 | -6  | 3 |
| 5      | ÍBA        | 4  | 0 | 1 | 3 | 6  | 17 | -11 | 1 |